# Morpheus (mythologie)

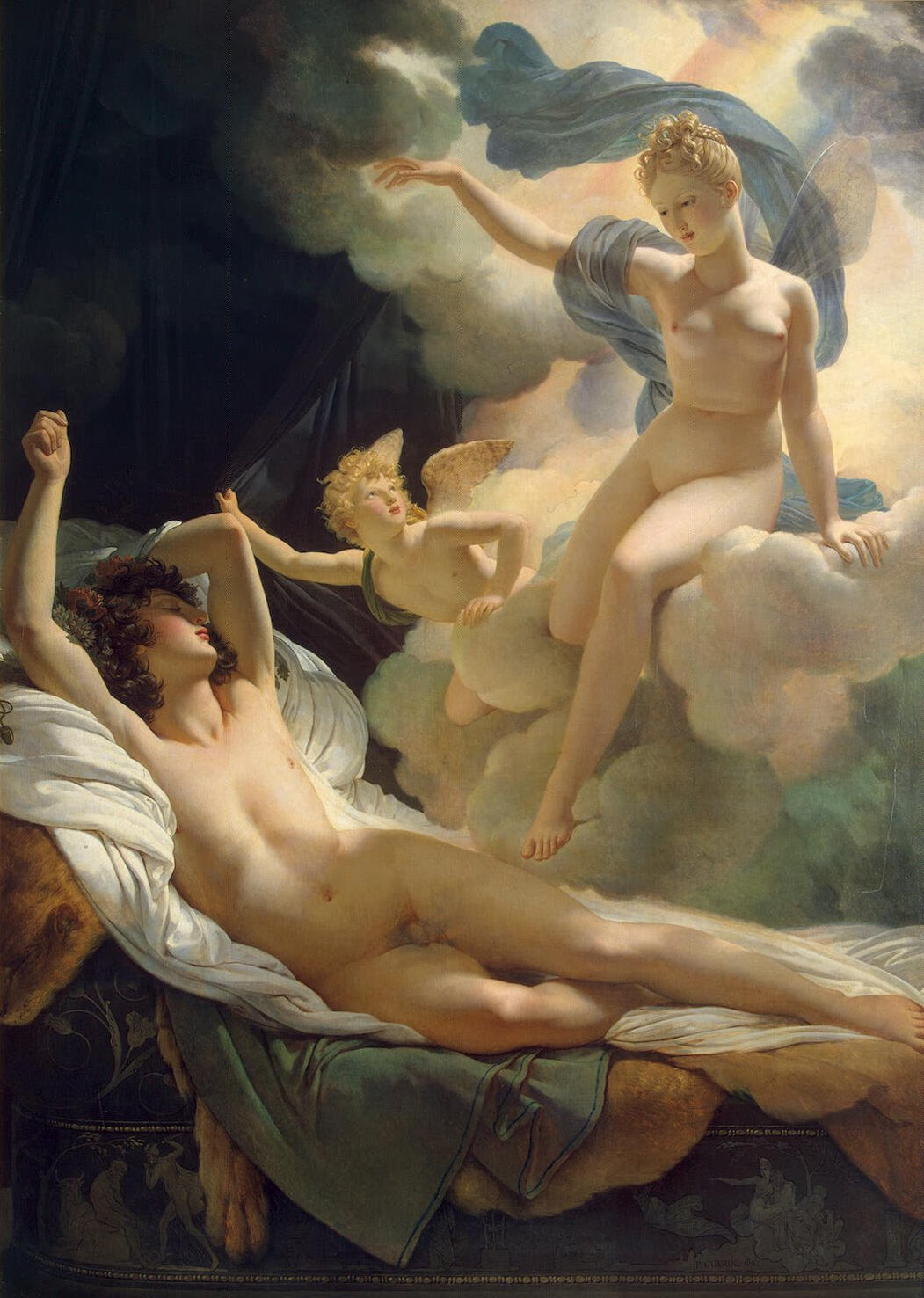
Morpheus en Iris, schilderij van Pierre-Narcisse Guérin (1811)

Morpheus (De vormgevende) is een van de Griekse goden van de dromen. Morpheus' Romeinse vorm is Somnia. Zijn vader Hypnos is de god van de slaap. Zijn broers waren Icelus en Phantasos.
Morpheus kon de vorm aannemen van elk mens en verscheen in iemands dromen als de geliefde van die persoon. Waar zijn broers respectievelijk realistische, angstige en fantastische dromen gaven, zorgde Morpheus speciaal voor de dromen van helden en koningen. Daarom wordt Morpheus vaak, zijn broers negerend, 'de Griekse God van de Droom' genoemd. Morpheus woonde in een donkere grot, versierd met papavers.
Het medicijn morfine is vernoemd naar Morpheus vanwege de hallucinogene werking ervan.
Morpheus komt voor in de "Metamorphosen" van Ovidius. Na de verdrinking van Ceyx, die onderweg was om een orakel te raadplegen, bleef zijn vrouw Alcyone wachten op haar geliefde. Alcyone was bezorgd omdat ze al voor het vertrek van Ceyx wrakstukken van een schip had gezien aan de kust, en vreesde dat hetzelfde haar man zou overkomen. De godin Juno wou Alcyone met een droombeeld op de hoogte brengen van Ceyx' dood. Daarom stuurt ze de godin Iris naar het paleis van de Slaapgod, en deze beveelt Morpheus om voor de dromende Alcyone te verschijnen, in de gestalte van Ceyx om haar zijn dood te melden. 